# Patrick Malavieille
Patrick Malavieille, né le 10 octobre 1962 à Alès, est un homme politique français. Membre du Parti communiste français, il est maire de La Grand-Combe de 1995 à 2001, puis de nouveau à partir de 2008, et député du Gard de 1997 à 2002. 

## Biographie

### Carrière professionnelle
Né dans un quartier populaire de La Grand-Combe, Patrick Malavieille fait des études de droit, est surveillant de collège avant de devenir formateur en CFA.

### Engagement politique
Il succède au communiste Ferdinand Durand comme conseiller général du canton de La Grand-Combe en 1988 ; le benjamin du Conseil général, il en devient également le vice-président délégué aux transports scolaires. Il est réélu en 1994, puis est élu maire de La Grand-Combe lors des élections municipales de 1995 avec 58,6 % des voix face au sortant (CDS) Jean Azzopardi, puis membre du comité national du PCF en décembre 1996. Entretemps, il est suppléant du candidat-député sortant Gilbert Millet aux élections législatives de 1993 ; également secrétaire de la section de La Grand-Combe et diffuseur dans cette zone de L'Humanité Dimanche, il se réclame alors du « nouveau communisme ».
En février 1995, il se prononce, dans un appel signé par 127 élus gardois, en faveur de la candidature de Robert Hue à l'élection présidentielle de 1995. En mars 1997, il participe à la mobilisation pour l'emploi dans le Gard.
Après avoir éliminé la candidate socialiste Chantal Vinot au premier tour, il est élu député au second tour des élections législatives face à Max Roustan le 1er juin 1997. Suppléé par Daniel Verdelhan, maire de Salindres, il siège, à l'Assemblée, au sein du groupe PCF. Il est membre de la commission des affaires culturelles, familiales et sociales, puis des finances et de la commission d'enquête sur certaines pratiques des groupes nationaux et multinationaux industriels.
Il fait également partie de la délégation aux droits des femmes et à l'égalité des chances entre les hommes et les femmes.
En 2001, il est candidat aux élections municipales à Alès ; il échoue dès le premier tour face à Max Roustan, mais devance les candidats André Roudil (MNR), Arlette Campos (DVG) et Toufik Keredine (DIV). Devenu conseiller municipal d'opposition, il démissionne de ce mandat en 2004.
Candidat aux élections législatives de 2002 avec comme suppléante Michèle Règnes, secrétaire de la section PCF d'Alès, il est, à nouveau, battu au second tour face à Max Roustan.
Cette configuration se reproduit lors des élections législatives de 2007. Il a alors Jany Sans, conseillère municipale des Mages et présidente de la communauté de communes Vivre en Cévennes, pour suppléante.
Réélu maire de La Grand-Combe en 2008, il démissionne alors du Conseil régional ; Karine Margutti lui succède.
En 2009, il fait partie du comité de parrainage pour la libération de Salah Hamouri.
En 2010, alors président du groupe communiste au Conseil général, il fait face avec Damien Alary à une crise politique due à une position hostile prise par le vice-président du Conseil Jean-Michel Suau.
Il présente la candidature de Jean-Luc Mélenchon en vue de l'élection présidentielle de 2012. Pour les élections européennes de 2014, il appelle également à voter pour la liste conduite par Mélenchon dans la circonscription Sud-Ouest.
En octobre 2014, à l'occasion de l'élection de Jean Denat à la tête du département, il cède la présidence du groupe communiste à Christian Bastid.
En 2015, lors des premières élections départementales dans le Gard, il est élu dès le premier tour, en tandem avec Isabelle Fardoux-Jouve, conseiller départemental du canton de La Grand-Combe. Le 2 avril, il réintègre l'exécutif départemental comme vice-président, avec la délégation à la culture, au patrimoine et à l'éducation artistique.
En janvier 2023, il quitte ses fonctions de maire de La Grand-Combe et de vice-président d'Alès Agglomération.

### Vie privée
En décembre 2020, il porte plainte contre Émilie Durand, pour avoir écrit des injures homophobes à son égard sur Facebook et contre son opposant Ludovic Bouix, pour avoir laissé publier ces propos sur son mur. Il reçoit le soutien de multiples autres responsables politiques.
Il se revendique chrétien.

### Distinction
Le 17 mai 2019, Patrick Malavieille est nommé chevalier de l’ordre des Arts et des Lettres.

## Synthèse des mandats

### Mandats actuels
- Conseiller départemental du canton de La Grand-Combe depuis 2015 ;
- Vice-président du conseil départemental depuis 2015.
- Président de l'EPCC Pont du Gard depuis 2016

### Mandats passés
- Conseiller général du canton de La Grand-Combe (1988-2015) ;
- Vice-président du conseil général (2004-2015)
- Maire de La Grand-Combe (1995-1999 et 2008-2023) ;
- Vice-président de l'Association des maires du Gard[23] ;
- Député de la 4e circonscription du Gard (1997-2002) ;
- Conseiller régional du Languedoc-Roussillon (2004-2008) ;
- Vice-président du conseil régional (2004-2008).